# Zarubino (Buriacja)
Zarubino (ros. Зарубино) – wieś w Rosji, w Buriacji, w rejonie dżydińskim. W 2010 liczyła 273 mieszkańców.